# Mikołaj Bazyli Potocki
Mikołaj Bazyli Potocki ukr. Микола Василь Потоцький (1707 nebo 1708 — 13. dubna 1782 Sribne) byl polsko-ukrajinský mecenáš, politik a kanivský starosta z rodu Potockých.

## Životopis
Mikołaj Bazyli Potocki se narodil v roce 1707 nebo 1708. Jeho otec Štěpán Aleksander Potocki pocházel ze starého bohatého polského šlechtického rodu. Matka Jana Sieniawska byla dcerou hejtmana Mikołaje Hieronima Sieniawského a Cecilie Marie Radziwiłłové, byla pohřbena v krypté starého dominikánského kostela Božího Těla ve Ľvově. Jeho strýcem byl hejtman Adam Mikołaj Sieniawski.
Mikołaj Bazyli absolvoval jezuitské kolegium ve Lvově. Maršálek Haličského zemského sněmu v září 1744 a 1750. Byl majitelem měst Bučač, kde často žil, Holohory (dnes Zoločivského rajónu Lvovské oblasti na Ukrajiné), Horodenka, Pečenižyn, Zolotyj Potik (dnes Bučačského rajónu Ternopilské oblasti na Ukrajiné) a mnoha vesnic na Volyni a Podolu.
Byl mecenášem:
- Bučačská radnice
- Chrám svatého Mikuláše (Bučač)
- Chrám Ochrany Přesvaté Bohorodičky (Bučač)
- Chrám Povýšení svatého Kříže (Bučač)
- Kostel Nanebevzetí Panny Marie (Bučač)
- Dominikánský kostel (Lvov)
- Katedrála svatého Jiří (Lvov)
- Chrám Zesnutí přesvaté Bohorodice (Horodenka)
- Kostel Neposkvrněného početí Panny Marie (Horodenka)
- Chrám Zesnutí přesvaté Bohorodice (Počajivská lávra)

Stal se největším dobrodincem Počajivského monastýra: roku 1771 fundoval novou mariánskou svatyni a klášterní komplex již s myšlenkou na korunovaci Matky Boží Počajivské.
Zemřel 13. dubna 1782 v vesnici Sribne (dnes Radyvylivského rajónu Rovenské oblasti v Ukrajiné). Byl pohřben v krypté Chrámu Zesnutí přesvaté Bohorodice Počajivského monastýra.